# Sars (rijeka)
Sars (rus. Сарс) je rijeka u Permskom kraju i Baškiriji (Rusija), lijevi pritok rijeke Tjuja.

## Opis
Dužina rijeke – 135 km, površina porječja – 1370 km². Na porječju se nalazi 5 jezera s ukupnom površinom od 0,22 km².
Izvor – 6 km sjeverno od naselja Sars. Protječe po jugo-istoku od Permskog kraja i na sjeveru Baškirije republike. Ušće – na 2 km od ušća rijeke Tjuj. Reljef porječja je brdovit. U rijeku utječe 12 pritoka duljine manje od 10 km.
Priroda obala i prepreka slične su tjujskim, ali ima više plićaka. Riječna dolina uska je gotovo na cijelom toku, opći smjer riječnog korita – južni.
Proljetne visoke vode počinju u travnju i traju u prosjeku od 20 – 30 dana. Najviše razine vode promatrane su krajem travnja. U ljeto – jesen, kada se pojavljuju obilne kiše promatrane su kišne poplave, praćene značajnim podizanjem razine vode.

## Komercijalna upotreba
Rijeka se koristi u svrhu rekreacije i potrebe kućanstva.

## Vanjske poveznice
|  | Zajednički poslužitelj ima još gradiva o temi Sars (rijeka) |